# Matilde da Saxónia
Matilde da Saxônia (em alemão: Mathilde Marie Auguste Viktorie Leopoldine Karoline Luise Franziska Josepha Prinzessin von Sachsen; Dresden, 19 de março de 1863 – Dresden, 27 de março de 1933), foi uma Princesa da Saxônia, a terceira filha do rei Jorge I da Saxônia, e de sua esposa, a infanta Maria Ana de Portugal. Foi também irmã do último rei da Saxônia, Frederico Augusto III.

## Família
Matilde era a terceira filha do rei Jorge I da Saxónia e da princesa Maria Ana de Portugal. Os seus avós paternos eram o rei João I da Saxónia e a princesa Amélia Augusta da Baviera. Os seus avós maternos eram os reis Fernando II e Maria II de Portugal.

## Vida
Quando era criança, Matilde era calma e gentil, mas não possuía qualquer beleza. O seu pai, o príncipe Jorge da Saxónia, tinha planeado casá-la com o arquiduque Rodolfo, príncipe-herdeiro da Áustria, mas este rejeitou a união e preferiu um casamento com a princesa Estefânia da Bélgica.
Chegou-se depois a acordo que Matilde se casaria com o sobrinho do imperador Francisco José I que, na altura, era herdeiro presumível ao trono do Império Austro-Húngaro, o arquiduque Francisco Fernando. Contudo, as relações entre as duas famílias sofreram um novo golpe quando Francisco preferiu casar-se morganaticamente com a condessa Sofia Chotek de Chotkov e Vojnín. Apesar de tudo as duas famílias voltariam a reconciliar-se quando a irmã mais nova de Matilde, Maria Josefa, se casou com o seu primo em segundo-grau, o arquiduque Oto Francisco.
Matilde sofreu muito com estas rejeições e acabou por se tornar crítica e irritável. Virou-se também para o álcool para esquecer a sua infelicidade, o que lhe valeu a óbvia alcunha de Matilde Schnapps. Também fazia a vida difícil a outros membros da família e, por isso, acabaria por se tornar o membro da realeza mais detestado pelo povo da Saxónia.
Era uma pintora talentosa e teve aulas com o artista Alfred Diethe entre 1890 e 1901. Alguns dos seus quadros, a grande maioria retratando paisagens e cenas da vida doméstica em Pilnitz, tornaram-se gravuras. Outros apareceram em postais que eram vendidos para angariar dinheiro para obras caritativas.
Matilde morreu solteira a 27 de março de 1933 com 70 anos de idade. Foi sepultada em Katholische Hofkirche, Dresden.

## Nomes, títulos, estilos, tratamentos

### Nome completo
O seu nome completo era Matilde Maria Augusta Vitória Leopoldina Carolina Luísa Francisco Josefa da Saxónia.

### Títulos e tratamento
Desde 19 de março de 1863 até à sua morte, Matilde teve o tratamento de Sua Alteza Real, a princesa Matilde da Saxónia, duquesa da Saxónia.